# Andrómaca

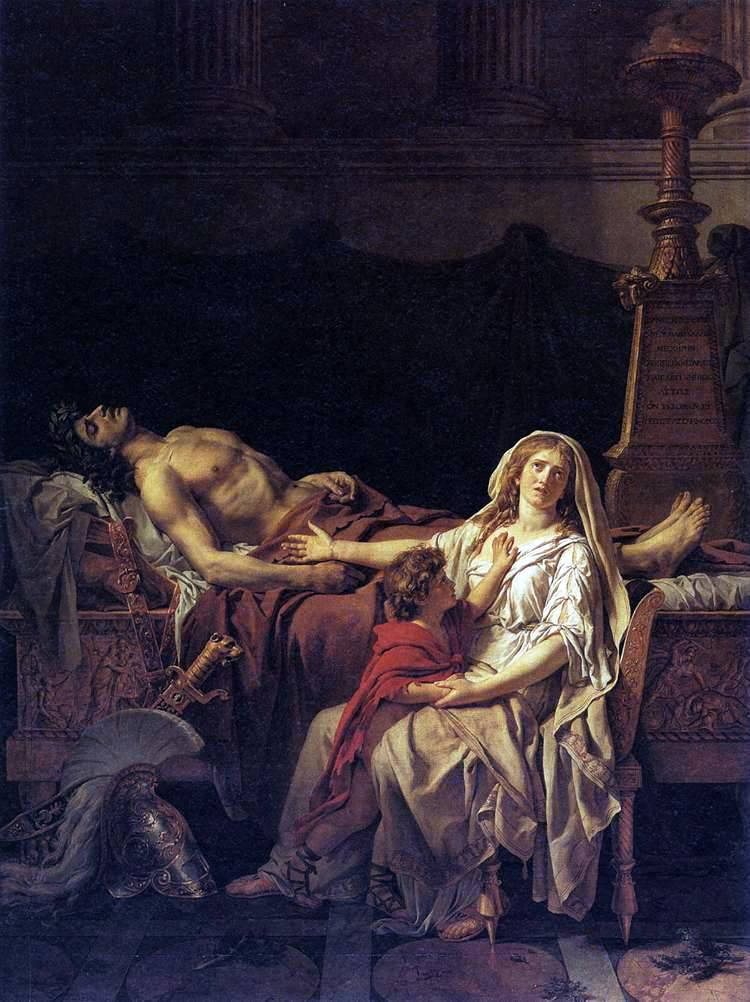
Jacques-Louis David: El dolor y los lamentos de Andrómaca ante el cuerpo de su marido Héctor (La Douleur et les Regrets d'Andromaque sur le corps d'Hector son mari, 1783). Museo del Louvre.

Andrómaca (en griego antiguo Ἀνδρομάχη Andromákhê, de la raíz griega ἀνδρ- «hombre» y μάχη «batalla» cuyo significado puede ser 'la que lucha contra los hombres/la que gana a los hombres en batalla') es, en la mitología griega, la esposa de Héctor. Simboliza el amor conyugal y filial frente a la crueldad de la guerra. Dares Frigio dice que «era de ojos claros, blanca, esbelta, hermosa, comedida, inteligente, casta y cariñosa».

## Biografía
Andrómaca fue hija de Eetión, el rey de Tebas que pereció, junto con sus siete hijos varones, a manos de Aquiles en el octavo año del sitio de Troya, cuando los griegos hicieron una expedición de castigo contra los tebanos por la ayuda prestada a los sitiados. Además, su madre se suicidó tras perder a su esposo e hijos.
Más tarde, cuando Troya fue conquistada, sufrió el horror de ver morir a su marido Héctor, príncipe de Troya, y a su pequeño hijo Astianacte, también llamado por su padre Escamandro, que fue despeñado desde lo alto de una torre mientras ella se alejaba cautiva de la ciudad.
Hecho el reparto de los cautivos de Troya, tocó Andrómaca como botín a Neoptólemo, hijo de Aquiles, quien la llevó a Grecia, ya que era rey de Ftía. Tuvo con él tres hijos, Pérgamo, Píelo y Moloso, este último antepasado de los reyes del Epiro, cuyas diversas aventuras cuenta Eurípides.

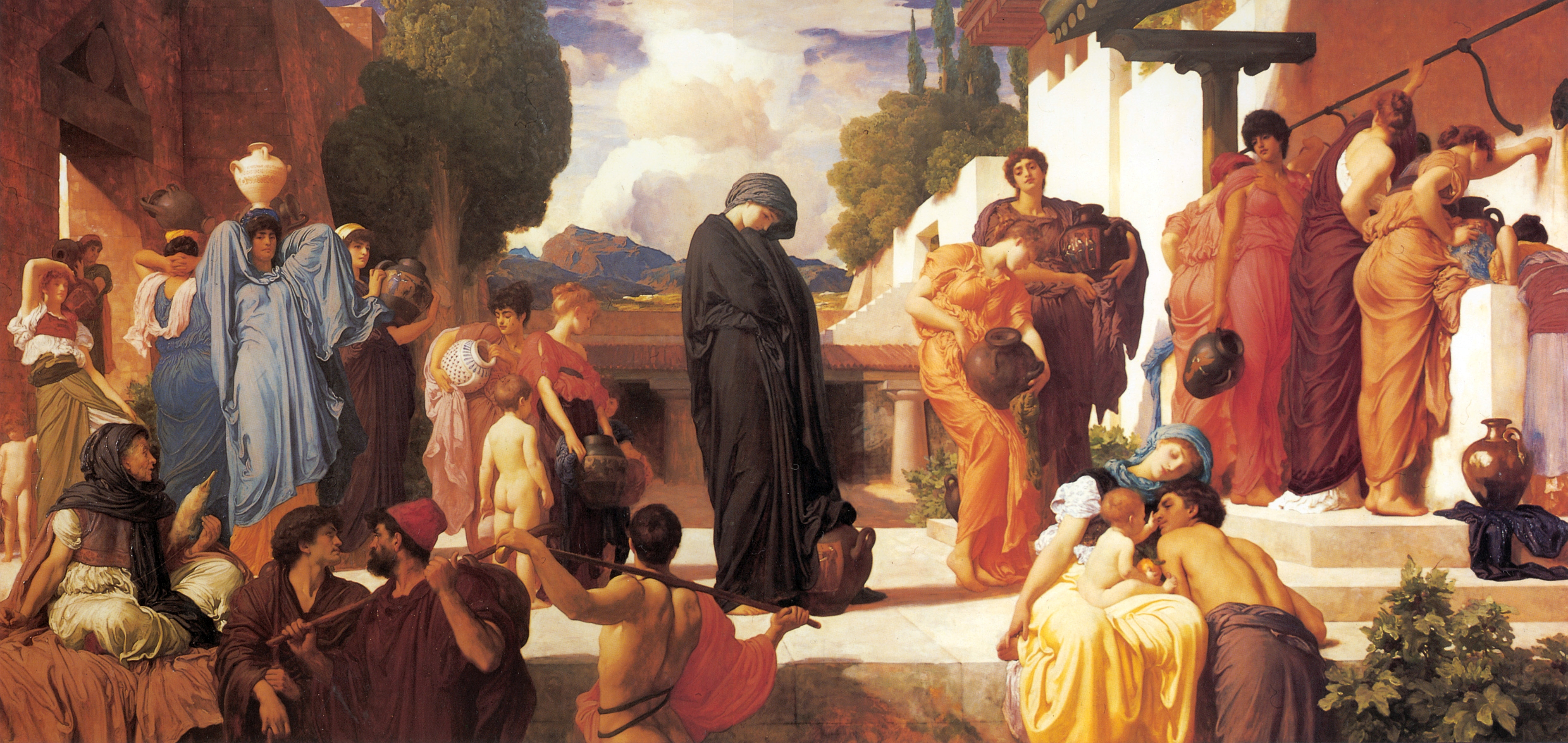
Frederic Leighton: Andrómaca cautiva (Captive Andromache, ca. 1886 - 1888). Galería de Arte de Mánchester.

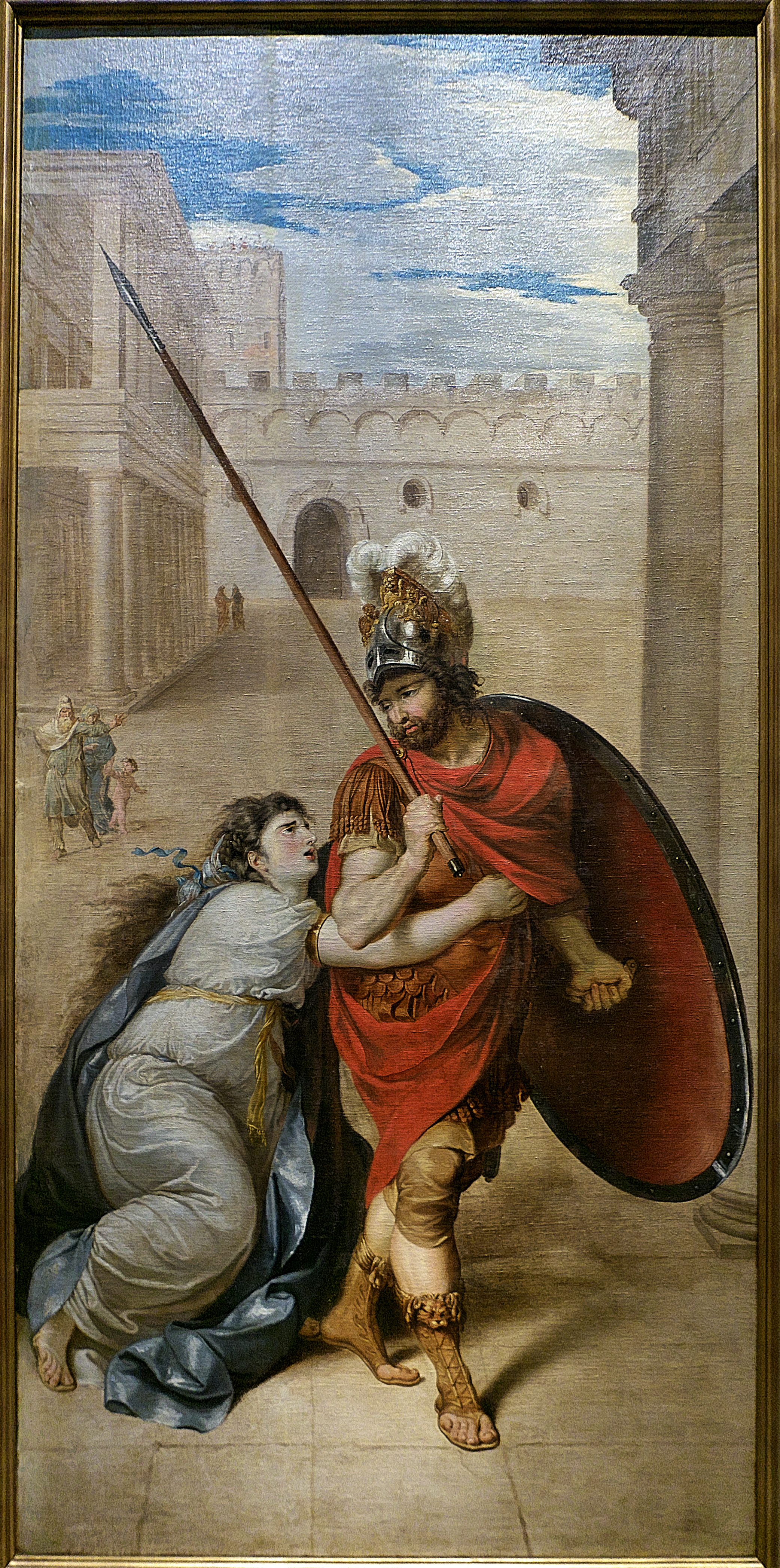
Despedida de Héctor y Andrómaca (Julien de Parma)

La fertilidad de Andrómaca, que era sólo concubina, despertó los celos de la reina Hermíone, que intentó matar a sus hijos.
Después de la muerte de Neoptólemo a manos de Orestes, en un viaje a consultar el oráculo de Delfos, Andrómaca logró salvar la vida por la intervención de Peleo, padre de Aquiles y abuelo de Neoptólemo.
Tras esto, casó Andrómaca con su cuñado Héleno, adivino troyano y hermano de Héctor, de quien tuvo un hijo, Cestrino, y con el que, según Virgilio, reinó felizmente en el Epiro, en las tierras que su marido muerto le había legado al adivino.

## La posición de Andrómaca
Se conoce como la de Andrómaca o el caballo hectóreo la postura erótica en la que la mujer está situada sobre el hombre.